# Паоло Мантегацца
Паоло Мантегацца (італ. Paolo Mantegazza; 31 жовтня 1831 — 28 серпня 1910) — італійський лікар, невропатолог, фізіолог, антрополог та письменник-фантаст. Він вивчав вплив вживання листя коки на психіку людини. Він також був автором художньої літератури.

## Біографія
Мантегацца народився в Монці 31 жовтня 1831 року. Навчався в університетах Пізи та Мілана, отримав ступінь доктора медицини в Павії в 1854 році. Після подорожі по Європі, Індії та Америці, він проходив практику в Аргентині та Парагваї. Повернувшись до Італії в 1858 році, він був призначений хірургом в Міланській лікарні, згодом професором загальної патології у Павії. У 1870 році він був призначений професором антропології в Istituto di Studi Superiori, Флоренція. Тут він заснував перший Музей антропології та етнології в Італії, а пізніше італійське антропологічне товариство. З 1865 по 1876 рік він був депутатом Монци в парламенті Італії, згодом обраний до сенату Італії. Він став об'єктом жорстоких нападів через те, що він практикував вівісекцію.
У той час, коли популярна і офіційна наука та культура в Італії все ще знаходилися під впливом римо-католицької церкви, Мантегаза був стійким лібералом і захищав ідеї дарвінізму в антропології. З 1868 по 1875 рік він підтримував листування з Чарльзом Дарвіном. Проте природничу історію Мантегацци слід вважати расистською, про що свідчить його «Морфологічне дерево людських рас». У цьому трактаті на вершині еволюційного дерева знаходиться арійська раса, потім йдуть полінезійці, семіти, японці та інші до найнижчої гілки, «Негрітос» (негроїдна раса). Мантегацца також написав трактат «Естетичне дерево людської раси» з подібними результатами.
Паоло Мантегацца також вважав, що наркотики та певні продукти можуть змінити людство в майбутньому, і запровадив експериментальне дослідження та використання кокаїну як одного з цих чудодійних препаратів. Мантегацца працював у Південній Америці і особисто випробував дію листя коки на собі. Згодом він написав трактат під назвою «Sulle Virtù Igieniche e Medicinali Della Coca e Sugli Alimenti Nervosi in Generale» («Про гігієнічні та лікувальні властивості коки та нервове харчування взагалі»). Він з ентузіазмом відзначив потужний стимулюючий вплив кокаїну на свідомість людини.
Мантегацца помер у Сан-Теренцо (Ла-Спеція) 28 серпня 1910 року.

## Твори
Паоло Мантегацца опублікував такі праці «Fisiologia del Dolore» (Фізіологія болю, 1880); Fisiologia dell'Amore (Фізіологія кохання, 1896); Elementi d'iugiene (Елементи гігієни, 1875); Fisonomia e Mimica (Фізіогноміка і міміка, 1883); Gli Amori degli Uomini (Сексуальні стосунки людства, 1885); Fisiologia dell'odio, (Фізіологія ненависті, 1889); І Fisiologia della Donna (Фізіологія жінок, 1893). Його передові філософські та соціальні погляди були опубліковані в 1871 році в обсязі 1200 сторінок під назвою Quadri della Natura Umana. Feste ed Ebbrezze («Картинки людської природи: Урочистості та пияцтво»). Багато хто вважає цей опус його шедевром.
Як письменник-фантаст, творчість Мантегацца була дуже оригінальною. Він написав роман про шлюб між людьми з хворобою, Un Giorno a Madera (День в Мадейрі, 1876). Відомий також його науково-фантастичний про віддалене майбутнє роман «L'Anno 3000», (Рік 3000-й, 1897).